# Gustaf E. Schröder
Gustaf Emanuel Schröder, född 10 maj 1888 i Lindesberg, Västmanland, död 18 september 1973 i Nyköping, Södermanland, var en svensk journalist, bland annat medarbetare i Södermanlands Nyheter. Han gav 1924 ut diktsamlingen Dröm och vandring.

## Biografi
Schröder, som var smedson, studerade allmän kurs vid Kristinehamns praktiska skola 1911-1912. Han började sin journalistiska bana som volontär vid Bergslagernas Tidning 1912, var sedan medarbetare i Billingen i Skövde 1913, i Norra Bohuslän 1914 och Sundsvalls Tidning samt Katrineholms-Kuriren 1917. 1918 blev han redaktör på Mariestads Länstidning, och han var från 1919 medarbetare i Södermanlands Nyheter.

## Familj
Schröder gifte sig 1921 med Hildegard Johansson (född 6 september 1898 i Vadstena).